# Hroswitha van Gandersheim

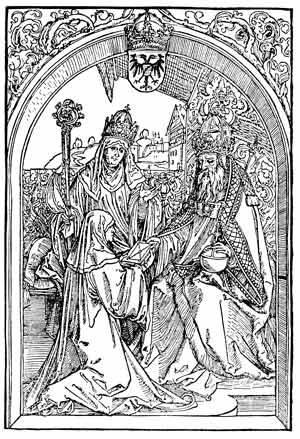
Albrecht Dürer Hroswitha biedt de oude Duitse keizer Otto II haar boek Gesta Oddonis aan. Op de achtergrond haar abdis van Gandersheim. Fantasie houtsnede uit de eerste uitgave van Opera Hrotsvite, Nürnberg 1501.

Hroswitha von Gandersheim (ook bekend als Hrotsvit, Hrosvit of Roswitha) (rond 935 - rond 1010) was een tiende-eeuws Duits kanunnikes van de Orde van de Benedictijnen.
Daarnaast was zij ook een dichter en dramaschrijfster. Zij leefde en werkte vanaf jonge leeftijd in de Abdij van Gandersheim in het huidige Nedersaksen. Haar naam is, zoals zij zelf verklaart, Saksisch voor "harde stem."
Zij schreef gedichten, toneelstukken (dialogen) en brieven in het Latijn. Hiermee was zij de eerste Duitse dichter sinds de klassieke oudheid, die zich van het Latijn bediende. De onderwerpen waarover ze schreef waren onder andere heiligenlegenden, christelijk drama en historische onderwerpen. Hroswitha ligt begraven in de abdij van Gandersheim in het gewaad van de kanunnikes, met kruis, boek en schrijfveer.

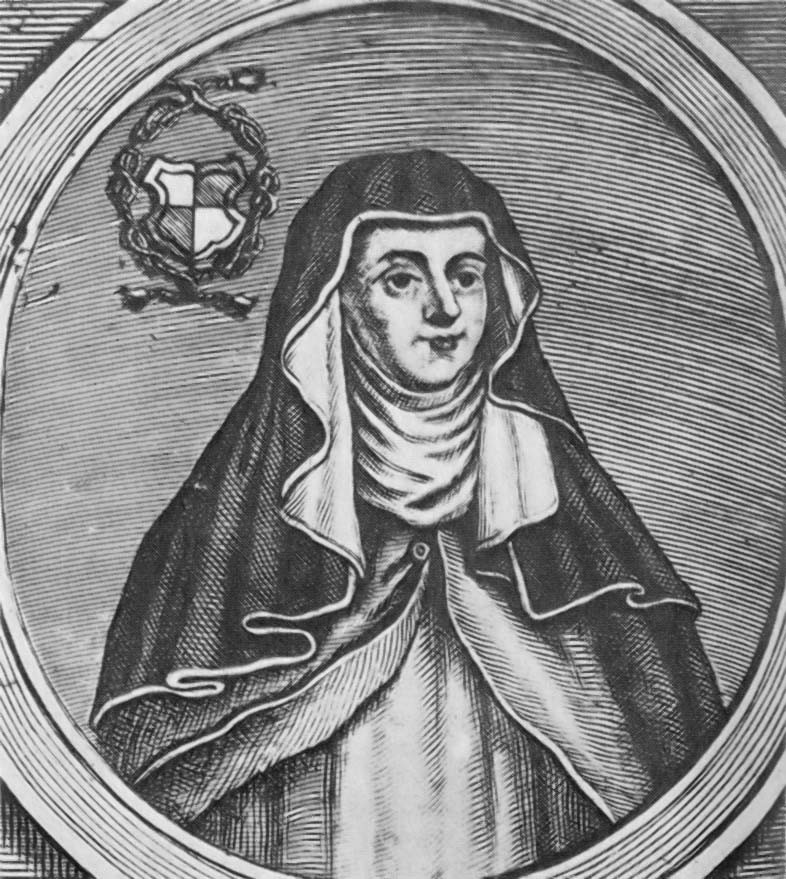
Fantasieportret (?) van Hroswitha van Gandersheim door een onbekende, zonder jaar

## Voetnoten
1. ↑  (en)  Jones, Charles W., Medieval Literature in Translation, Dover, 2001, Mineola, N.Y., ISBN 0-486-41581-3, pag. 210

- Bibsys: 90200472
- Biblioteca Nacional de España: XX829032
- Bibliothèque nationale de France: cb12369109r (data)
- Catàleg d'autoritats de noms i títols de Catalunya: 981058523348406706
- CiNii: DA04388233
- Digitale Bibliotheek voor de Nederlandse Letteren: hros001
- Gemeinsame Normdatei: 118553941
- International Standard Name Identifier: 0000 0001 1797 6059
- Library of Congress Control Number: n79122347
- Nationale Bibliotheek van Letland: 000132149
- Nationale Bibliotheek van Tsjechië: jn19990003713
- Nationale bibliotheek van Australië: 35122869
- Nationale Bibliotheek van Israël: 987007262874105171
- Nationale Bibliotheek van Polen: a0000001186785
- Nationale en Universitaire bibliotheek Zagreb: 000375324
- Nederlandse Thesaurus van Auteursnamen: 069532796
- Réseau des bibliothèques de Suisse occidentale: 02-A005356785
- Istituto Centrale per il Catalogo Unico: CFIV055702
- LIBRIS: 206852
- SNAC: w6k658k0
- Système universitaire de documentation: 027469123
- Trove: 833074
- Virtual International Authority File: 9927322